# Хрудимка
Хру́димка (чеш. Chrudimka) — река в Чехии, левый приток Лабы.

## Гидрология
Протекает по территории Пардубицкого края, впадает в Эльба около города Пардубице. Длина реки составляет 105,97 км, а площадь водосборного бассейна 866,21 км². Исток реки находится около деревни Каменицки на Чешско-Моравской возвышенности на высоте 700 м над уровнем моря. Крупнейшим притоком Хрудимки является Новоградка. Средний расход воды в районе Немошице 5,99 м³/с.

## Геология
Формирование бассейна реки происходило с конца третичного периода. Первоначально река текла на северо-западном направлении Нова-Вес около города Сеч, далее река текла в стороне ручьёв Почацкого и Златого до реки Доубрава. Тектонические процессы вызвали поднятие Железных гор привело в изменению течения реки на северо-восток, в сторону нынешнего положения посёлка Насаврки. В начале четвертичного периода Хрудимка образовала новое русло образовав глубокие каньонообразную долину около нынешних резерватов Крканка и Страдовское Пекло. Позже река ещё сместила своё русло в сторону Эльбы.
Основными материнскими породами в бассейне реки являются гнейсы, мигматиты и гранулиты с небольшими количествами метагранита, гранита, тоналита и диорита.

## Наводнения
На реке произошло множество наводнений, первое из которых зарегистрировано в 1445 году. Наводнение 1589 года разрушило шесть пешеходных моста и повреждены два каменных моста, порвана и разрушена плотина нижними воротами Пардубице. Наводнением 5 февраля 1775 году была затоплена главная площадь Пардубице. Крупнейшее наводнение XIX века произошло 13 июня 1804 года. Начало регулярных измерений уровня воды в Хрудимке положено только 1890 году в городе Глинско.

## Хозяйственная деятельность
Река Хрудимке зарегулирована множеством плотин. По имеющимся письменным источникам, водяные мельницы на реке использовались уже XIV века. При впадении в Эльбу Хрудимка образовывала множество рукавов. Концу XV века осталось только два рукава, между ними находилась крепость. На реке Хрудимка построены несколько плотин в Гамры, Сеч, Кржижановице, Падрти и Прачов для создания водохранилищ. Проекты строительства удерживающих плотин подготовлены в 1903—1905 годах. Строительство системы плотин завершилось в середине XX века.
В бассейне реки развита рекреационная деятельность. Созданы несколько туристических пешеходных маршрутов.